# 24th Special Tactics Squadron
O 24th Special Tactics Squadron (em português: 24º Esquadrão de Táticas Especiais) é uma das unidades de táticas especiais do United States Air Force Special Operations Command (AFSOC). Guarnecido em Pope Field, Carolina do Norte, é o componente da Força Aérea dos Estados Unidos do Joint Special Operations Command (JSOC). A página da unidade a descreve como "a força terrestre de operações especiais da Força Aérea".

## Missão
Como unidade de Tier 1 da Força Aérea dos Estados Unidos, o 24º STS fornece aviadores de operações especiais para o Joint Special Operations Command, incluindo Pararescuemen, Combat Controllers, Special Reconnaissance e pessoal do Tactical Air Control Party. Os membros do 24º STS também são treinados para conduzir operações secretas e clandestinas, como ação direta, contraterrorismo, contrainsurgência, resgate de reféns e reconhecimento especial. Os membros do 24º STS conduzem algumas missões por conta própria, mas são mais conhecidos como facilitadores do 1st Special Forces Operational Detachment-Delta (também conhecido como Delta Force) e do United States Naval Special Warfare Development Group, ou DEVGRU (também conhecido como SEAL Team Six).
O Special Tactics Squadron é o mais antigo dos grupos de forças especiais militares dos EUA, datando da Segunda Guerra Mundial, antes de os militares dos EUA adotarem uma doutrina generalizada de operações especiais.

## História

### Segunda Guerra Mundial
O esquadrão traça sua linhagem até o 24th Air Corps Interceptor Control Squadron, formado em outubro de 1941 em Hamilton Field, Califórnia. Foi a unidade diretora do 24th Pursuit Group, que foi formado simultaneamente em Clark Field, Filipinas, como quartel-general dos esquadrões de perseguição da Força Aérea do Departamento das Filipinas.
Após completar o treinamento, o esquadrão navegou para as Filipinas no USAT President Garfield em 6 de dezembro de 1941. Após os ataques japoneses a Pearl Harbor e Clark Field, o presidente James A. Garfield retornou ao porto em 10 de dezembro e o esquadrão retornou a Hamilton Field.
Embora nominalmente designado para o 24th Group de janeiro a outubro de 1942, o esquadrão serviu com forças de defesa aérea na costa do Pacífico até ser dissolvido em 31 de março de 1944, quando as Forças Aéreas do Exército dos Estados Unidos converteram suas unidades nos Estados Unidos de unidades rígidas de tabela organizacional em unidades de base mais flexíveis. Seu pessoal e equipamento foram transferidos para a 411th AAF Base Unit (Fighter Wing) em Berkeley, Califórnia.

### Operações Especiais
O 24th Special Tactics Squadron foi chamado de BRAND X de 1977 até a Operação Eagle Claw em 1980. Depois foi denominado Det 1 MACROS (Detachment One, Military Airlift Command Operations Staff), no final de 1985 (o sequestro de Achille Lauro), era o Det 4 NAFCOS (Detachment Four, Numbered Air Force Combat Operations Staff), e em 1987 tornou-se o 1724th Combat Control Squadron e, no mesmo ano, o 124th Special Tactics Squadron.
Em 1989, o recém-renomeado 24th Special Tactics Squadron participou da invasão do Panamá pelos Estados Unidos. Em 1993, o 24º STS desdobrou 11 pessoas, incluindo o comandante da unidade, Tenente-coronel Jim Oeser, como parte da Task Force Ranger do JSOC durante a Unified Task Force. Vários aviadores foram condecorados por fornecer cuidados médicos vitais a soldados feridos na Batalha de Mogadíscio em 1993: o Sargento Técnico Pararescuemen Tim Wilkinson recebeu a Cruz da Força Aérea e o Sargento Scott Fales a Estrela de Prata. O Combat Controller (CCT) Sargento Jeffrey W. Bray recebeu a Estrela de Prata por coordenar ataques de helicóptero durante a noite em torno de suas posições.
De 15 a 20 de setembro de 2000, o 24º STS e o 23rd Special Tactics Squadron participaram do exercício militar canadense anual, Search and Rescue Exercise (SAREX). Esta foi a primeira vez que unidades de táticas especiais participaram do SAREX.

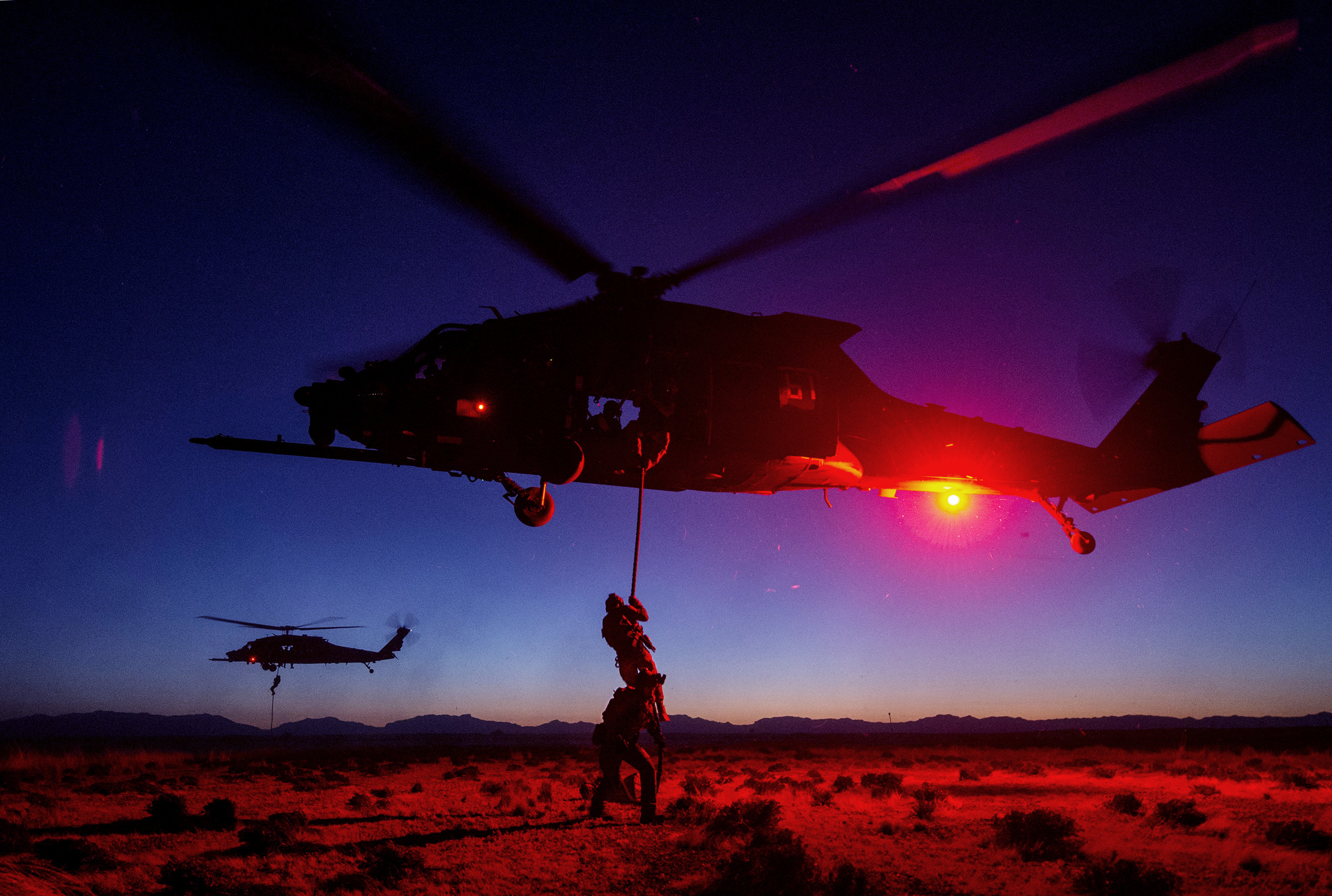
Membros do 24º STS completam treinamento de corda rápida e içamento durante o exercício de guarda avançada na Base Aérea de Holloman, Novo México.

O esquadrão esteve fortemente envolvido em operações de combate no Iraque e no Afeganistão, onde a unidade fazia parte dos agrupamentos JSOC Task Force 121, Task Force 6-26 e Task Force 145. Em 2003, membros da unidade realizaram dois saltos de combate nas fases iniciais da Guerra do Iraque ao lado do 3rd Ranger Battalion. A primeira ocorreu em 24 de março de 2003, perto da fronteira com a Síria, na cidade iraquiana de Al-Qa'im, onde garantiram uma pequena pista de pouso no deserto para permitir a entrada de forças da coalizão na área. O segundo salto de combate ocorreu dois dias depois, perto de Haditha, no Iraque, onde garantiram a barragem de Haditha.
Em 8 de abril de 2003 o Combat Controller Scott Sather, membro do 24º STS, tornou-se o primeiro aviador morto em combate na Operação Iraqi Freedom perto de Tikrit, Iraque. Ele foi anexado a uma pequena equipe da Regimental Reconnaissance Company. A equipe RRD e Sather operavam ao lado da Delta Force, sob o comando do tenente-coronel Pete Blaber, a oeste de Bagdá. Eles foram encarregados de enganar o Exército do Iraque, fazendo-os acreditar que a principal invasão dos EUA vinha do Ocidente, a fim de evitar que Saddam Hussein escapasse para a Síria. A Sather Air Base  foi nomeada em sua homenagem.
O 24º STS fazia parte da Task Force 145 do JSOC, que era um grupo provisório especificamente encarregado de caçar líderes de alto valor da Al-Qaeda e iraquianos, incluindo o líder da Al-Qaeda no Iraque, Abu Musab al-Zarqawi, que foi morto em junho de 2006.
O esquadrão perdeu três membros – os Pararescue John Brown e Daniel Zerbe e o Combat Control Andrew Harvell – em 2011, quando o Chinook em que voavam foi abatido no Afeganistão. Para homenageá-los, 18 membros do Air Force Special Operations Command (AFSOC) marcharam 800 milhas (1287 km) da Lackland Air Force Base, em San Antonio, Texas, até Hurlburt Field, na Flórida.

## Membros notáveis

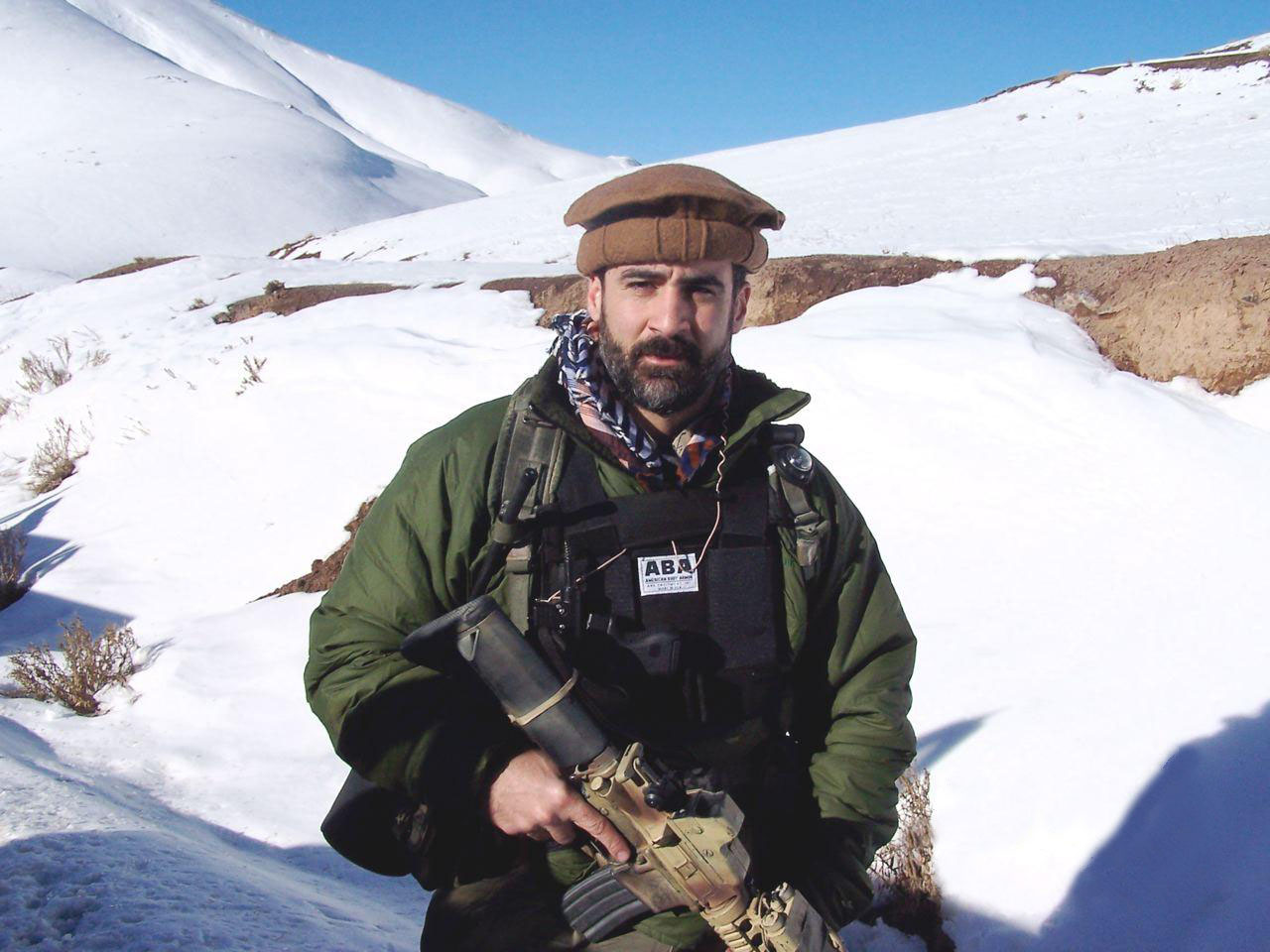
Ramon Colon-Lopez no Afeganistão em 2004, enquanto membro do 24º STS.

- Pararescue Tim Wilkinson recebeu a Cruz da Força Aérea por suas ações durante a Batalha de Mogadíscio em 1993.[43] Wilkinson foi retratado por Ty Burrell no filme Black Hawk Down de 2001, que narrou os eventos da Batalha de Mogadíscio.[44]

- Combat Control John Chapman foi condecorado postumamente com a Cruz da Força Aérea, posteriormente elevada à Medalha de Honra. Ele é o primeiro membro da Força Aérea dos Estados Unidos a receber a Medalha de Honra desde a Guerra do Vietnã, por suas ações na Batalha de Takur Ghar durante a Guerra do Afeganistão.[45][46] Em 2005, um navio porta-contêineres da classe Buffalo Soldier da Marinha dos Estados Unidos foi renomeado como MV TSgt John A. Chapman em homenagem a Chapman.[47][48]

- Pararescue Ramon Colon-Lopez, o atual Senior Enlisted Advisor to the Chairman do Estado-Maior Conjunto dos Estados Unidos, foi membro do 24º STS duas vezes. De fevereiro de 1999 a janeiro de 2005, Colon-Lopez foi líder do Special Tactics Element e de abril de 2009 a abril de 2011 foi o Senior Enlisted Advisor do Esquadrão.[49][50] Em 2007, Colon-Lopez foi um dos primeiros seis a receber a recém-criada Combat Action Medal da Força Aérea.[51][52] Ele foi premiado com a AFCAM por uma operação de 2004 no Afeganistão, durante a qual liderou uma Advance Force Operations Team.[51]

## Linhagem

### 24th Fighter Control Squadron
- Constituído como 24 Air Corps Interceptor Control Squadron no dia 14 de outubro de 1941.

Ativado em 21 de outubro de 1941.
- Redesignado como: 24 Fighter Control Squadron em 15 de maio de 1942.

Dissolvido em 31 de março de 1944.

### 24th Special Tactics Squadron
- Designado como 1724th Combat Control Squadron em 1 de maio de 1987.
- Redesignado como: 1724th Combat Control Squadron em 1 de outubro de 1987.
- Reconstituído e consolidado como 1724 Combat Control Squadron em 1 de março de 1992.
- Consolidado com o 24th Fighter Control Squadron em 1 de março de 1992.
- Redesignado como: 24th Special Tactics Squadron em 31 de março de 1992.

### Atribuições
- Fourth Air Force, 21 de outubro de 1941;
- 24th Pursuit Group, 15 de janeiro de 1942 (aparentemente ligado à Fourth Air Force até 7 de julho de 1942, depois ao IV Fighter Command);
- San Francisco Air Defense Wing, (mais tarde San Francisco Fighter Wing), 15 de outubro de 1942 – 31 de março de 1944;
- Twenty-Third Air Force, 1 de maio de 1987;
- 1720th Special Tactics Group (mais tarde 720th Special Tactics Group), 1 de outubro de 1987;
- 724th Special Tactics Group, 29 de abril de 2011 – presente[53]

### Estações
- Hamilton Field, Califórnia, 21 de outubro de 1941 (a bordo do USAT President Garfield, 6 a 10 de dezembro de 1941);
- Berkeley, Califórnia, 7 de outubro de 1943 – 31 de março de 1944;
- Pope Air Force Base (mais tarde Pope Field), Carolina do Norte, 1 de maio de 1987 – presente.

### Prêmios da Unidade
| Prêmio de Unidade | Prêmio                                                 | Datas                                          | Notas                 |
| ----------------- | ------------------------------------------------------ | ---------------------------------------------- | --------------------- |
|                   | Air Force Outstanding Unit Award com Combat "V" Device | 18 de dezembro de 1989 – 16 de janeiro de 1990 | Operação Just Cause   |
|                   | Air Force Outstanding Unit Award com Combat "V" Device | 16 de agosto – 7 de novembro de 1993           | Batalha de Mogadíscio |
|                   | Air Force Outstanding Unit Award com Combat "V" Device | 1 de setembro de 2001 – 31 de agosto de 2003   | [ 11 ]                |
|                   | Air Force Gallant Unit Citation                        | 1 de janeiro de 2006 – 31 de dezembro de 2007  | [ 11 ]                |
|                   | Air Force Outstanding Unit Award                       | 8 de novembro de 1993 – 31 de julho de 1995    | [ 11 ]                |
|                   | Air Force Outstanding Unit Award                       | 1 de agosto de 1995 – 31 de julho de 1997      | [ 11 ]                |
|                   | Air Force Outstanding Unit Award                       | 5 de agosto de 1997 – 31 de julho de 1999      | [ 11 ]                |
|                   | Air Force Outstanding Unit Award                       | 1 de setembro de 1999 – 31 de agosto de 2001   | [ 11 ]                |

- Air Commando Association 2012 AFSOC Squadron of the Year[54]